# Polemon robustus
Polemon robustus (заїрська змієїдна змія) — вид отруйних змій родини земляних гадюк (Atractaspididae). Мешкає в Центральній Африці.

## Поширення і екологія
Заїрські змієїдні змії мешкають в Центральноафриканській Республіці і Демократичній Республіці Конго, а також у Республіці Конго. Вони живуть у вологих тропічних лісах в басейні річки Конго, на висоті від 10 до 900 м над рівнем моря.